# Tammy Lynn Sytch
Tamara Lynn Sytch (Matawan, New Jersey, 7 december 1972) is een Amerikaans professioneel worstelmanager, persoonlijkheid en deeltijds worstelaarster. Ze is het meest bekend van World Wrestling Federation (WWF) tijdens de jaren 90 onder haar ringnaam Sunny. Sytch was een van de eerste Divas in WWF. Ze was ook actief in de Extreme Championship Wrestling (ECW), World Championship Wrestling (WCW) en Ring of Honor (ROH).

## In worstelen
- Finishers
  - Stunner
- Signature moves
  - Diving crossbody
  - Jawbreaker
- Worstelaars managed
  - Brian Lee
  - Chris Candido
  - Faarooq Asad
  - L.O.D. 2000
  - The Bodydonnas
  - The Godwinns
  - The Smoking Gunns (Billy Gunn en Bart Gunn)

## Kampioenschappen en prestaties
- Cauliflower Alley Club
  - Other honoree (1996)
- Pro Wrestling Illustrated
  - PWI Manager of the Year (1996)
- Women Superstars Uncensored
  - WSU Championship (1 keer)
- World Wrestling Federation / World Wrestling Entertainment
  - Slammy Award
    - "Best Buns" (1996)
    - "Minds Behind the Mayhem" (1996)

  - WWE Hall of Fame (Class 2011)